# Mladoletnice
Mladoletnice (tudi ločnice ali šaši; znanstveno ime Trichoptera; grško trichos - las + pteron - krilo) so red žuželk z okoli 6000 opisanimi recentnimi vrstami. To so nočnim metuljem podobne leteče žuželke z dvema paroma z dlakami poraslih kril. Njihove ličinke živijo v vodi, znane so po hišicah, ki jih gradijo iz kamenčkov in drugega materiala.

## Telesne značilnosti
So žuželke različnih velikosti (od 3,5 do 40 mm dolžine) in mehkim zunanjim skeletom, običajno rjave barve. Na glavi so dolge, nitaste tipalnice, pogosto vsaj tako dolge kot krila, majhne sestavljene oči in tri očesca ter enostavno grizalo, ki je lahko tudi reducirano. Najvidnejši so deli maksil, t. i. maksilarni palpi, ki izraščajo ob strani glave, sestavljeni so iz treh do petih členov. Sredoprsje (mezotoraks) je največji člen oprsja, predprsje (protoraks) pa je pomanjšano. Krila so dobro razvita, le samice nekaterih vrst so brez njih. V primerjavi z drugimi žuželkami imajo zelo malo prečnih žil, poleg tega pa so poraščena z dlačicami, iz katerih izhaja znanstveno ime mladoletnic. Sprednji par kril je ožji in daljši od zadnjega, zlagajo jih strehasto nad telesom. Noge so dolge, z značilnimi dlakami (»ostrogami«) na tibijah, katerih število je uporaben taksonomski znak. Na zadku ni posebnih struktur.
Zelo enostavno jih je zamenjati z nekaterimi nočnimi metulji, a podrobnejši pregled kril razkrije, da niso poraščena z majhnimi luskami, temveč z dlačicami. Poleg tega mladoletnice nimajo zavitega sesala. Tudi mrežekrilcem so podobni, a jih od njih ločimo po poraščenih krilih, ki imajo bistveno manj prečnih žil.
Ličinke imajo zelo hitinizirano glavino kapsulo in dobro razvite čeljusti, izoblikovane v grizalo. Oprsje je srednje trdno, nosi dobro razvite noge, zadek pa je mehak in poraščen s peresastimi škrgami. Tiste, ki si gradijo hišice, imajo par kavljem podobnih priveskov na koncu zadka (kampodeiformne ličinke). Prostoživeče ličinke pa imajo trši zadek brez priveskov (eruciformne ličinke).

## Življenje
Samica odloži večjo maso jajčec v vodo in jih obda mukoznim ovojem. Le samice vrst s prostoživečimi ličinkami odlagajo jajčeca v vodo posamič. Po dveh ali treh tednih se izležejo drobne ličinke. Ličinke večine vrst si zgradijo hišico, s katero zaščitijo občutljiv zadek. Žleza blizu ust izloča svili podoben izloček, ki ga ličinka ovije okrog sebe in nanj nalepi material. Ličinke različnih vrst uporabljajo različen material, od kamenčkov, delcev vodnih rastlin do koščkov polžjih hišic, tako da je pogosto možno določiti ličinko že po uporabljenem materialu. Hišica je odprta na obeh straneh, čeprav je lahko zadnja odprtina neopazna. Skoznjo se pretaka voda, iz katere pridobivajo kisik. Ko ličinka raste, dodaja nov material k sprednjemu delu hišice. Glava in noge molijo pri sprednjem delu iz hišice in omogočajo premikanje. Ličinke drugih vrst živijo v svilenih mrežah, ki jih spletejo okoli vodnega rastlinja, najredkejše pa so prostoživeče, ki ne gradijo posebnih struktur. Te imajo po navadi trši zadek. Večina ličink je vsejedih, prehranjujejo se z organskim materialom, ki ga voda prinese naokoli, le prostoživeče so plenilske. Zabubijo se znotraj svoje hišice, ki jo pred tem pritrdijo na podlago, tudi prostoživeče si pred tem zgradijo ovoj iz peska. Bube so precej aktivne, tako kot ličinke ves čas izvajajo gibe za prezračevanje škrg. Imajo že razpoznavne noge, tipalnice in krila, poleg tega pa velike čeljusti. Pred zadnjo levitvijo se pregrizejo skozi ovoj in se preobrazijo v odraslo žival na površini vode ali na bregu.
Odrasle živali lahko poletijo skoraj takoj po levitvi, čeprav morajo krila otrdeti preden lahko normalno letijo. So večinoma slabi letalci, tako da jih pogosto najdemo blizu vodnih teles, kjer so se izlegli. Imajo šibke čeljusti - večina se sploh ne prehranjuje, le nekatere odrasle mladoletnice se prehranjujejo z nektarjem. Njihova glavna naloga je parjenje. Paritev se začne v zraku in nadaljuje na rastlinju. Celoten življenjski krog traja eno leto, večino časa zavzema stadij ličinke, odrasle živali pa živijo največ nekaj tednov. Nekatere vrste prezimijo kot bube, večina pa kot ličinke - slednje se zabubijo spomladi in odrastejo zgodaj poleti.

## Ekologija
Mladoletnice so edini red žuželk s popolno preobrazbo, ki imajo vodne ličinke. Vezanost na vodna telesa pomeni, da tudi odrasle najdemo v vlažnejših območjih, pogosto nedaleč od vode, kjer so se izlegli. Samo ličinke vrste iz rodu Enoicyla so kopenske, pa tudi te potrebujejo vlažno podlago za razvoj. Tako ličinke kot odrasle živali so pomemben del vodnega ekosistema, saj predstavljajo vir hrane za ribe, vodne ptice in druge plenilce. Njihovo obliko pogosto posnemajo z vabami za muharjenje. Zelo so občutljive na zmanjšanje koncentracije kisika v vodi in prisotnost toksičnih snovi, zato se uporabljajo kot bioindikatorski organizmi pri ocenjevanju kakovosti površinskih voda. Največ vrst je v predelih blizu izvirov in potokih do širine enega metra. Stoječe vode naseljuje manjše število vrst. Ogroža jih predvsem onesnaževanje voda z odplakami, pesticidi in umetnimi gnojili, melioracija in regulacija vodotokov ter zajezitve.
Glavni plenilci odraslih živali so ptiči in netopirji.

## Sistematika
Nesporno je, da mladoletnice sodijo skupaj z metulji v nadred Amphiesmenoptera, čeprav so sprva mislili, da so se mladoletnice razvile iz metuljev. Delimo jih v tri s podatki različno podprte podredove:
- Annulipalpia: monofilijo podredu podpirajo morfološki znaki tako ličink kot odraslih živali.
- Integripalpia: ličinke tega podredu gradijo hišice. Njihova monofilija na podlagi tega in mnogih drugih skupnih morfoloških lastnosti je očitna.
- Spicipalpia: monofilija tega podredu je bolj vprašljiva. Problematična je predvsem družina Hydroptilidae.

Vsa možna sorodstvena razmerja med temi tremi podredovi so že bila predlagana. Morfološki in molekularni dokazi še najbolj podpirajo eno od zgodnejših hipotez, ki združuje podredova Spicipalpia in Integripalpia, Annulipalpia pa je njun sestrski.

### Mladoletnice v Sloveniji
V Sloveniji je na račun geografske raznolikosti velika pestrost vrst mladoletnic. Za naše ozemlje je znanih 212 vrst, vendar so nekateri deli države kar se tiče mladoletnic še zelo slabo raziskani, zato njihovo dejansko število ocenjujejo na 240 do 250. Na Slovenskem živi tudi nekaj vrst, ki so verjetno endemne. To so Rhyacophila palmeni, Wormaldia vargai, Ecclisopteryx asterix, Chaetopteryx clara, Chaetopteryx goricensis in Chaetopteryx irenae.
Prvi se je s to skupino živali v Sloveniji ukvarjal že Scopoli v 18. stoletju. Opisal je več novih vrst, do danes sta se od njegovih poimenovanj obdržali znanstveni imeni za vrsti Philopotamus variegatus in Odontocerum albicorne.